# Freiburg (A-1413)
le navire auxiliaire FGS Freiburg (A-1413) était un navire de ravitaillement logistique de classe Lüneburg de la marine allemande entre 1968 et 2003. Il est maintenant le ROU 4 General Artigas de la Division d'escorte de la marine nationale d'Uruguay.

## Historique

### Marine allemande
Le Freiburg était le troisième sur un total de huit navires auxiliaires de la classe Lüneburg. Dans le cadre du programme de construction de la classe 701, le navire a été construit et mis en service le 27 mai 1968 avec le numéro de coque A-1413 et l' indicatif d'appel international DSFP, pour le 2e Escadron d'approvisionnement à Wilhelmshaven, mais était stationné à la base de Cuxhaven sur la mer du Nord.
Le 30 septembre 1969, la base navale Heppenser Groden à Wilhelmshaven est devenue le nouveau port d'attache du Freiburg. En 1981, le navire a reçu le nouvel indicatif d'appel  DRKC en raison d'une vaste réorganisation des indicatifs internationaux de l'OTAN.
De 1983 à 1984, le Freiburg a été prolongé de 14,50 m en raison des besoins d'approvisionnement accrus de la flotte de Bremerhaven et a été doté d'un pont d'atterrissage pour hélicoptères. Du 14 mars 1991 au 13 septembre 1991, le fournisseur a participé à l'opération Südflanke (de), une opération de déminage dans le golfe Persique, lors de la première crise du Golfe.
Au milieu de 1995, le navire a subi une restructuration. À partir de 2003, le navire a participé à l'Opération Enduring Freedom dans la Corne de l'Afrique.

### Marine uruguayenne
Après que la vente du navire à la marine nationale d'Uruguay a été décidée, de vastes rénovations, révisions et réparations ont été effectuées dans l'arsenal naval à Wilhelmshaven, après sa mise hors service le 17 décembre 2003. Le 6 avril 2005, l'ancien "Freiburg" a été mis en service à la base navale de Wilhelmshaven par l'inspecteur de la marine uruguayenne (vice-amiral Daners) sous le nom de "General Artigas".